# Wolfgang Bernhard Fränkel
Wolfgang Bernhard Fränkel (* 11. November 1795 in Bonn; † 5. März 1851 in Elberfeld) war ein deutscher Arzt und Autor. Er nahm an den napoleonischen Kriegen teil, zunächst ab 1812 in der Armee Napoleons, danach als Leutnant beim Koalitionsheer. Er studierte anschließend an der Universität Bonn Medizin. Nach dem Examen 1824 war er in Elberfeld bis zu seinem Tode als Arzt tätig.  1840 konvertierte er zum Christentum und setzte sich in den folgenden Jahren als Autor mit dem Status und der Emanzipation der Juden auseinander. Sein Sohn war der Arzt und Professor Bernhard Fränkel.

## Werke
- Ueber die wichtigsten Gegenstände des ehelichen Lebens, Elberfeld und Barmen 1829
- Die Flechten und Ihre Behandlung, Elberfeld 1830
- Das Bekenntniss des Proselyten, das Unglück der Juden und Ihre Emancipation in Deutschland, Elberfeld 1841
- Die Unmöglichkeit der Emancipation der Juden im Christlichen Staat, Elberfeld 1841
- Die Rabbiner-Versammlung und der Reform-Verein, Elberfeld 1844